# Ayuko Katō
Ayuko Katō (加藤 鮎子, Katō Ayuko), née le 19 avril 1979, est une femme politique japonaise, représentant la préfecture de Yamagata à la Chambre des représentants du Japon pour le Parti libéral-démocrate japonais. Elle est nommée à plusieurs reprises au gouvernement, en tant que secrétaire parlementaire chargée du Territoire, des Infrastructures, des Transports et du Tourisme au sein des gouvernements Kishida I et II, et secrétaire parlementaire chargée de l'Environnement au sein du gouvernement Abe IV. 

## Jeunesse et carrière pré-électorale
Ayuko Katō est la fille de Koichi Katō (en), lui aussi homme politique et représentant de la troisième circonscription de la préfecture de Yamagata durant les 43e, 44e et 45e législatures de la Diète,. Elle est la plus jeune d'une fratrie de trois sœurs et un frère.
Pendant la 44e législature, Ayuko Katō est l'assistante parlementaire de Seiko Noda, alors représentante du Japon. En 2012, après la défaite de son père aux élections législatives, ce dernier la nomme à sa succession, prenant ainsi la tête de la succursale du PLD dans la troisième circonscription de la préfecture de Yamagata.

## Carrière politique
Lors des élections législatives japonaises de 2014, elle se présente comme représentante du PLD dans la troisième circonscription de la préfecture de Yamagata. Elle remporte l'élection d'une courte avance,.

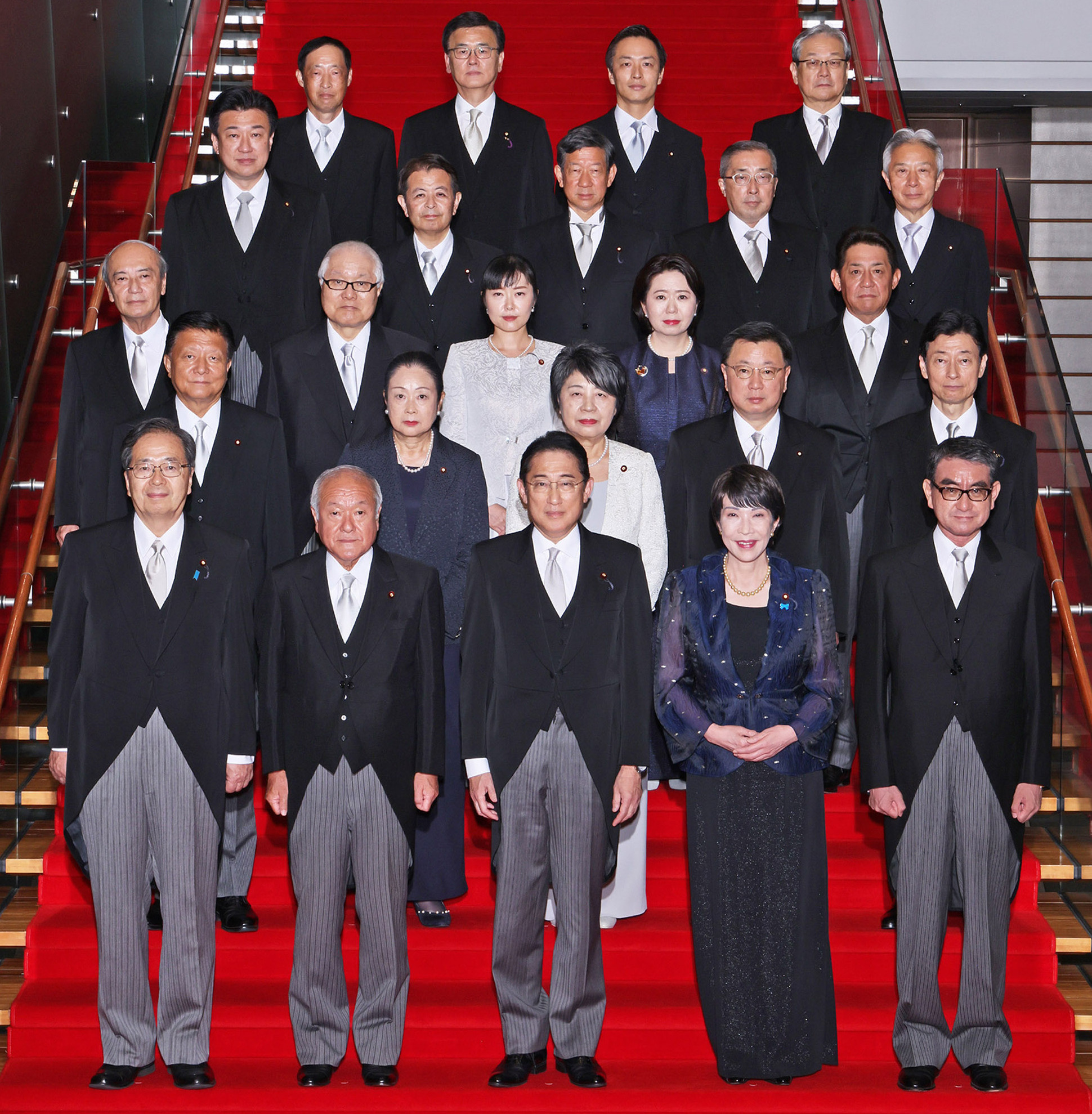
Gouvernement Kishida (Katō en blanc).

En 2017, elle est candidate à sa réélection, et est réélue, tout comme en 2021,.
Malgré son élection à des postes nationaux et gouvernementaux, elle reste impliquée dans la politique locale, et contribue à la revitalisation régionale par la promotion des énergies renouvelables et le développement des infrastructures publiques dans la préfecture de Yamagata. De 2019 à 2021, elle est également présidente de la fédération préfectorale du Parti libéral-démocrate de Yamagata, section locale du parti au pouvoir,. Elle est la première femme nommée à ce poste.
Le 13 septembre 2023, elle entre au gouvernement du premier ministre Kishida.
Candidate à sa réélection en 2024, elle conserve son siège à l'issue du scrutin.

## Prises de position
Ayuko Katō est également impliquée dans les problématiques liées à l'éducation à la Diète, se prononçant plusieurs fois en faveur de la gratuité totale des études, de la crèche à l'université. 
Sur un plan énergétique et environnemental, elle se prononce également contre l'énergie nucléaire. Comme les Premiers ministres Shinzō Abe et Fumio Kishida, elle souhaite une révision de la constitution antimilitariste du Japon. 

## Vie privée
Elle est mariée à Kensuke Miyazaki (en), lui aussi homme politique du PLD, de 2006 à 2009.